# Docalidia filamenta
Docalidia filamenta är en insektsart som beskrevs av Nielson 1992. Docalidia filamenta ingår i släktet Docalidia och familjen dvärgstritar. Inga underarter finns listade i Catalogue of Life.